# Djabalah
Djabalah és una muntanya aïllada del Najd, a l'Aràbia Saudita.
És famosa per dues batalles:
- Batalla de Yawn Djabalah (als rierols que baixen de la muntanya), preislàmica, entre els Tamin i les tribus Amir ibn Sasaa i els Abs. Aquests van resultar triomfadors; després d'aquesta batalla el poder dels Kinda a l'Aràbia Central es va ensorrar. La data és incerta però probablement no gaire lluny del 580.
- Batalla de Djabalah del 1929 entre dues branques dels Utayba, la del cap rebel Sultan ibn Bidjad al-Humayd, i la dels lleials als saudites, Umar ibn Rubayan. Els rebels havien estat derrotats a al-Sabala pels saudites i els que van fugir foren perseguits cap a Djabalah per la facció dels al-Rawka dels Utayba que eren lleials. Sultan va escapar però fou fet presoner poc després.